# Rostelecom Cup de 2017
Rostelecom Cup de 2017 (também conhecida como Cup of Russia) foi a vigésima segunda edição da Rostelecom Cup, um evento anual de patinação artística no gelo organizado pela Federação de Patinação Artística da Rússia (em russo:  Федерация фигурного катания на коньках Росси), e que fez parte do Grand Prix de 2017–18. A competição foi disputada entre os dias 20 de outubro e 22 de outubro, na cidade de Moscou, Rússia.

## Eventos
- Individual masculino
- Individual feminino
- Duplas
- Dança no gelo

## Medalhistas
| Evento                        | Ouro                                             | Prata                                        | Bronze                                       |
| Individual masculino detalhes | Nathan Chen · Estados Unidos                     | Yuzuru Hanyu · Japão                         | Mikhail Kolyada · Rússia                     |
| Individual feminino detalhes  | Evgenia Medvedeva · Rússia                       | Carolina Kostner · Itália                    | Wakaba Higuchi · Japão                       |
| Duplas detalhes               | Evgenia Tarasova · Vladimir Morozov · Rússia     | Ksenia Stolbova · Fedor Klimov · Rússia      | Kristina Astakhova · Alexei Rogonov · Rússia |
| Dança no gelo detalhes        | Maia Shibutani · Alex Shibutani · Estados Unidos | Ekaterina Bobrova · Dmitri Soloviev · Rússia | Alexandra Stepanova · Ivan Bukin · Rússia    |

## Resultados

### Individual masculino
| Pos.              | Nome                | Nacionalidade  | Pontos | PC         | PL          |
| ----------------- | ------------------- | -------------- | ------ | ---------- | ----------- |
| Medalha de ouro   | Nathan Chen         | Estados Unidos | 293.79 | 100.54 (1) | 193.25 (2)  |
| Medalha de prata  | Yuzuru Hanyu        | Japão          | 290.77 | 94.85 (2)  | 195.92 (1)  |
| Medalha de bronze | Mikhail Kolyada     | Rússia         | 271.06 | 85.79 (4)  | 185.27 (3)  |
| 4                 | Misha Ge            | Uzbequistão    | 255.33 | 85.02 (5)  | 170.31 (4)  |
| 5                 | Moris Kvitelashvili | Geórgia        | 250.26 | 80.67 (8)  | 169.59 (5)  |
| 6                 | Dmitri Aliev        | Rússia         | 239.61 | 88.77 (3)  | 150.84 (7)  |
| 7                 | Nam Nguyen          | Canadá         | 238.45 | 80.74 (7)  | 157.71 (6)  |
| 8                 | Deniss Vasiļjevs    | Letônia        | 227.53 | 82.44 (6)  | 145.09 (9)  |
| 9                 | Denis Ten           | Cazaquistão    | 214.35 | 69.00 (10) | 145.35 (8)  |
| 10                | Andrei Lazukin      | Rússia         | 212.14 | 78.54 (9)  | 133.60 (11) |
| 11                | Grant Hochstein     | Estados Unidos | 206.09 | 67.56 (11) | 138.53 (10) |
| 12                | Daniel Samohin      | Israel         | 183.79 | 62.02 (12) | 121.77 (12) |

### Individual feminino
| Pos.              | Nome                  | Nacionalidade  | Pontos | PC         | PL          |
| ----------------- | --------------------- | -------------- | ------ | ---------- | ----------- |
| Medalha de ouro   | Evgenia Medvedeva     | Rússia         | 231.21 | 80.75 (1)  | 150.46 (1)  |
| Medalha de prata  | Carolina Kostner      | Itália         | 215.98 | 74.62 (2)  | 141.36 (2)  |
| Medalha de bronze | Wakaba Higuchi        | Japão          | 207.17 | 69.60 (3)  | 137.57 (3)  |
| 4                 | Elena Radionova       | Rússia         | 195.52 | 68.75 (5)  | 126.77 (4)  |
| 5                 | Kaori Sakamoto        | Japão          | 194.00 | 68.88 (4)  | 125.12 (5)  |
| 6                 | Mariah Bell           | Estados Unidos | 188.56 | 63.85 (7)  | 124.71 (6)  |
| 7                 | Valeria Mikhailova    | Rússia         | 185.09 | 63.38 (8)  | 121.71 (8)  |
| 8                 | Elizabet Tursynbayeva | Cazaquistão    | 184.95 | 63.92 (6)  | 121.03 (9)  |
| 9                 | Mirai Nagasu          | Estados Unidos | 178.25 | 56.15 (9)  | 122.10 (7)  |
| 10                | Nicole Schott         | Alemanha       | 168.72 | 55.55 (10) | 113.17 (10) |
| 11                | Maé-Bérénice Méité    | França         | 160.96 | 54.24 (11) | 106.72 (12) |
| 12                | Anastasia Galustyan   | Armênia        | 154.90 | 48.10 (12) | 106.80 (11) |

### Duplas
| Pos.              | Nome                                 | Nacionalidade  | Pontos | PC        | PL         |
| ----------------- | ------------------------------------ | -------------- | ------ | --------- | ---------- |
| Medalha de ouro   | Evgenia Tarasova / Vladimir Morozov  | Rússia         | 224.25 | 76.88 (1) | 147.37 (1) |
| Medalha de prata  | Ksenia Stolbova / Fedor Klimov       | Rússia         | 204.43 | 71.39 (2) | 133.04 (2) |
| Medalha de bronze | Kristina Astakhova / Alexei Rogonov  | Rússia         | 199.11 | 67.14 (4) | 131.97 (3) |
| 4                 | Valentina Marchei / Ondřej Hotárek   | Itália         | 193.63 | 68.48 (3) | 125.15 (4) |
| 5                 | Julianne Séguin / Charlie Bilodeau   | Canadá         | 186.16 | 67.06 (5) | 119.10 (5) |
| 6                 | Miriam Ziegler / Severin Kiefer      | Áustria        | 175.06 | 59.35 (6) | 115.71 (7) |
| 7                 | Marissa Castelli / Mervin Tran       | Estados Unidos | 170.53 | 54.37 (7) | 116.16 (6) |
| 8                 | Sumire Suto / Francis Boudreau-Audet | Japão          | 136.80 | 48.93 (8) | 87.87 (8)  |

### Dança no gelo
| Pos.              | Nome                                 | Nacionalidade    | Pontos | PC         | PL         |
| ----------------- | ------------------------------------ | ---------------- | ------ | ---------- | ---------- |
| Medalha de ouro   | Maia Shibutani / Alex Shibutani      | Estados Unidos   | 189.24 | 77.30 (1)  | 111.94 (1) |
| Medalha de prata  | Ekaterina Bobrova / Dmitri Soloviev  | Rússia           | 184.74 | 76.33 (2)  | 108.41 (2) |
| Medalha de bronze | Alexandra Stepanova / Ivan Bukin     | Rússia           | 179.35 | 71.32 (3)  | 108.03 (3) |
| 4                 | Piper Gilles / Paul Poirier          | Canadá           | 172.29 | 69.67 (4)  | 102.62 (4) |
| 5                 | Charlène Guignard / Marco Fabbri     | Itália           | 171.37 | 68.99 (5)  | 102.38 (5) |
| 6                 | Betina Popova / Sergey Mozgov        | Rússia           | 164.02 | 64.14 (6)  | 99.88 (6)  |
| 7                 | Rachel Parsons / Michael Parsons     | Estados Unidos   | 148.75 | 59.41 (7)  | 89.34 (8)  |
| 8                 | Marie-Jade Lauriault / Romain Le Gac | França           | 147.19 | 55.64 (8)  | 91.55 (7)  |
| 9                 | Alisa Agafonova / Alper Uçar         | Turquia          | 140.79 | 53.11 (10) | 87.68 (9)  |
| 10                | Nicole Kuzmichová / Alexandr Sinicyn | República Tcheca | 136.81 | 54.39 (9)  | 82.42 (10) |

## Quadro de medalhas
| Ordem | País           | Medalha de ouro | Medalha de prata | Medalha de bronze |    | Ordem por total |
| ----- | -------------- | --------------- | ---------------- | ----------------- | -- | --------------- |
| 1     | Rússia         | 2               | 2                | 3                 | 7  | 1               |
| 2     | Estados Unidos | 2               |                  |                   | 2  | 2               |
| 3     | Japão          |                 | 1                | 1                 | 2  | 2               |
| 4     | Itália         |                 | 1                |                   | 1  | 4               |
| TOTAL | TOTAL          | 4               | 4                | 4                 | 12 | —               |